# Regla d'Or

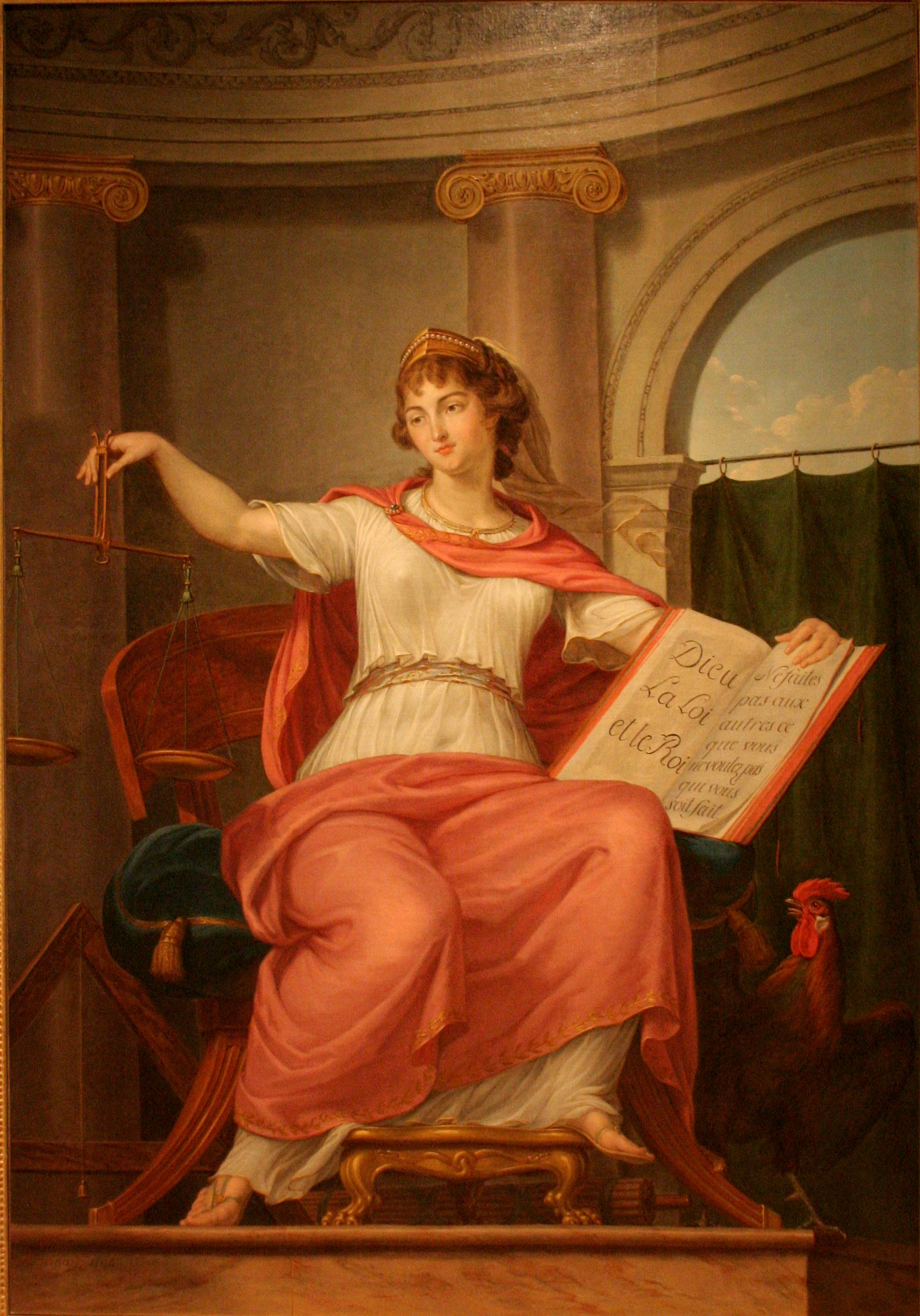

En ètica, es defineix la Regla d'Or com el principi de: tracta els altres com tu voldries que ells et tractessin. Aquesta frase apareix a l'evangeli de Mateu 7:12, però se'l considera un principi tan vell com la humanitat i, per tant, anterior al cristianisme. De fet, aquest principi es pot trobar en totes les cultures i societats i, amb algunes comptades excepcions, és el comú denominador de tots els codis de la moral i les religions.
La Regla d'Or no s'ha de confondre pas amb la idea d'ull per ull i dent per dent de la justícia recíproca. La Regla d'Or es refereix no pas a reparació d'ofenses sinó a tractar els altres amb el mateix respecte i consideració amb què hom vulgui ser tractat.
La regla d'or és sens dubte la base més essencial per al concepte modern de drets humans, en el qual cada individu té el dret per un tracte just, i una responsabilitat recíproca per garantir la justícia per als altres.
Un element clau de la regla d'or és que una persona que intenta viure amb aquesta regla tracta a totes les persones amb consideració, no només als membres del seu propi grup. La Regla d'Or té les seves arrels en una àmplia gamma de cultures del món, i és un estàndard d'ús de les diferents cultures per a resoldre conflictes.
La Regla d'Or té una llarga història, i un gran nombre de prominents figures religioses i filòsofs han replantejat el seu recíproc, la naturalesa bilateral de diverses maneres (no limitada a les formes anteriors). Com un concepte, la Regla d'Or té una història que és molt anterior al mateix terme "Regla d'Or" (o "Llei d'Or", com es va anomenar des de la dècada de 1670).